# Ла-Хунта (Чиуауа)
Ла-Хунта (исп. La Junta) — посёлок в Мексике, штат Чиуауа, входит в состав муниципалитета Герреро. Численность населения, по данным переписи 2010 года, составила 8930 человек.

## История
Поселение было основано в 12 октября 1904 года как железнодорожный узел.